# بیا پیش بابایی (ترانه)
«بیا پیش بابایی» (به انگلیسی: Come to Daddy) ترانه‌ای از افکس توئین و یکی از تک‌آهنگ‌های ئی‌پی بیا پیش بابایی است.
«بیا پیش بابایی» در زمان انتشارش در سال ۱۹۹۷ دهمین ترانهٔ پرفروش دانمارک بود و در جدول تک‌آهنگ‌های بریتانیا تا ردهٔ سی و ششم صعود کرد. استیون توماس ارلواین در آل‌میوزیک از این اثر به‌عنوان یکی از قابل فهم‌ترین (برای همه) و ماندگارترین ترانه‌های افکس توئین یاد کرده‌است. در سال ۲۰۱۱ مجلهٔ اِن‌اِم‌ئی در گزینش «۱۵۰ ترانهٔ برتر ۱۵ سال گذشته» «بیا پیش بابایی» را در جایگاه چهل و دوم قرار داد.

## ویدئو
موزیک ویدئوی «بیا پیش بابایی» را کریس کانینگهام ساخته‌است. در این ویدئو یک بانوی سالخورده در مواجهه با تعدادی کودک که همگی صورت ریچارد دی. جیمز را دارند به‌شدت وحشت‌زده می‌شود. روی این تصاویر که با بیت درام اند بیس دیستورت شده و آوای خشن و آزاردهندهٔ سینتی‌سایزر همراهی می‌شوند صدای ریچارد دی. جیمز شنیده می‌شود که فریاد می‌زند: «روحَت را خواهم خورد».
این ویدئو در مراسم سال ۱۹۹۸ جوایز ام‌تی‌وی نامزد دریافت جایزهٔ بهترین جلوه‌های ویژه و در مراسم اروپایی ام‌تی‌وی نامزد جایزهٔ بهترین ویدئوی سال بود. پیچفورک مدیا در گزینش ۵۰ موزیک‌ویدئوی برتر دههٔ ۹۰ میلادی، رتبهٔ نخست را به این ساختهٔ کانینگهام اختصاص داده‌است. مجلهٔ بیلبورد در سال ۲۰۱۳ «بیا پیش بابایی» را در جایگاه نخست فهرست «۱۵ موزیک‌ویدئوی ترسناک همهٔ زمان‌ها» قرار داد و در سال ۲۰۱۹ مجلهٔ رولور در نظرسنجی که از مخاطبانش انجام داد این ویدئو را به‌عنوان «ترسناک‌ترین موزیک‌ویدئوی همهٔ زمان‌ها» معرفی کرد.